# 奥兰维尔 (孚日省)
奥兰维尔（法語：Ollainville，法語發音：[ɔlɛ̃vil] ⓘ）是法国孚日省的一个市镇，属于讷沙托区。

## 地理
奥兰维尔（48°16'2"N, 5°48'21"E）面积6.31 平方千米，位于法国大東部大區孚日省，该省份为法国东北部内陆省份，北起默兹省和默尔特-摩泽尔省，西接上马恩省，南至上索恩省和贝尔福地区省，东临上莱茵省和下莱茵省。
与奥兰维尔接壤的市镇（或旧市镇、城区）包括：欧努瓦、达尔内欧谢讷、阿涅维尔和龙库尔、朗达维尔、鲁夫尔拉谢蒂沃、桑多库尔。

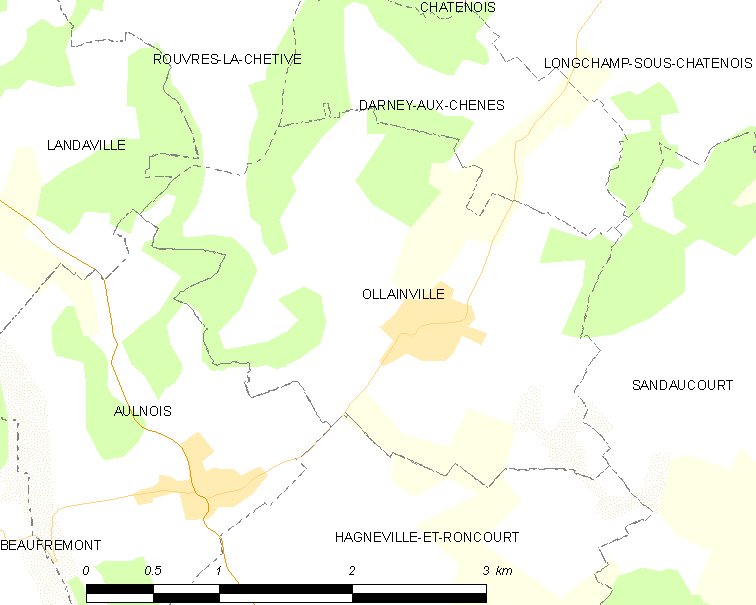
的OSM定位图

奥兰维尔的时区为UTC+01:00、UTC+02:00（夏令时）。

## 行政
奥兰维尔的邮政编码为88170，INSEE市镇编码为88336。

## 政治
奥兰维尔所属的省级选区为米尔库尔县。

## 人口

1962-2008年间人口变化图示

奥兰维尔于2022年1月1日时的人口数量为74人。